# 不来梅足球州级联赛
不来梅足球州级联赛（德語：Fußball-Landesliga Bremen）是德国足球联赛系统中的第六级及不来梅足球协会辖下的第二级联赛，涵盖范围包括不来梅及不来梅哈芬两座城市。其冠军及亚军可升级至德国第五级的不来梅联赛，而排名最末的两支或三支球队则需降入行政区联赛。

## 总览
不来梅州级联赛是不来梅州第二高水平的联赛。在传统上，该联赛是置于不来梅协会联赛（Verbandsliga Bremen）之下。随着北部高级联赛在2008年解散，协会联赛被更名为“不来梅高级联赛（Oberliga Bremen）”。然而，这对州级联赛并没有造成任何影响。
在德国的第六级赛事中，不来梅州级联赛如同其协会——不来梅足球协会一样，是罕见的覆盖区域最小、并且自身不设平行赛区的唯一一个州级联赛。
联赛的冠军及亚军可升级至德国第五级的不来梅联赛，而排名最末的两支或三支球队则需降入第七级的不来梅行政区联赛。

## 历年冠军
| - 2002：法尔-布洛克迪克 - 2003：布林库姆 - 2004：布尔格 - 2005：布鲁门塔尔体育俱乐部 - 2006：不来梅哈芬二队 | - 2007：武斯多夫 - 2008：施瓦赫豪森 - 2009：奥伯诺伊兰二队 - 2010：魏黑 - 2011：不来梅联盟60 | - 2012：OT不来梅 - 2013：格罗恩 - 2014：格罗兰 - 2015：不来梅新城 - 2016：奥伯诺伊兰 |